# Snooker-Saison 1980/81
Die Snooker-Saison 1980/81 war eine Serie von Snooker-Turnieren, die der Main Tour angehören. Die Turniere wurden zwischen August 1980 und dem WM-Finale am 20. April 1981 ausgetragen.

## Saisonergebnisse
Die folgende Tabelle zeigt die Saisonergebnisse.
| Datum                          | Turnier                            | Austragungsort | Art                   | Sieger          | Finalgegner     | Ergebnis |
| ------------------------------ | ---------------------------------- | -------------- | --------------------- | --------------- | --------------- | -------- |
| August 1980                    | Australian Masters                 | Sydney         | Non-Ranking           | John Spencer    | Dennis Taylor   | -        |
| 13. bis 31. August 1980        | Canadian Open                      | Toronto        | Non-Ranking           | Cliff Thorburn  | Terry Griffiths | 17:10    |
| 2. bis 12. Oktober 1980        | Champion of Champions              | London         | Einladungsturnier     | Doug Mountjoy   | John Virgo      | 10:8     |
| 18. bis 26. Oktober 1980       | World Challenge Cup                | London         | Teamwettbewerb        | Wales           | Kanada          | 8:5      |
| 16. bis 29. November 1980      | UK Championship                    | Preston        | Non-Ranking           | Steve Davis     | Alex Higgins    | 16:6     |
| 1. und 2. Dezember 1980        | Classic                            | Farnworth      | Einladungsturnier     | Steve Davis     | Dennis Taylor   | 4:1      |
| 28. bis 31. Dezember 1980      | Pot Black                          | Birmingham     | Einladungsturnier     | Cliff Thorburn  | Jim Wych        | 2:0      |
| 27. Januar bis 1. Februar 1981 | Masters                            | London         | Einladungsturnier     | Alex Higgins    | Terry Griffiths | 9:6      |
| 5. bis 8. Februar 1981         | Welsh Professional Championship    | Ebbw Vale      | Non-Ranking           | Ray Reardon     | Cliff Wilson    | 9:6      |
| 24. und 25. Februar 1981       | Tolly Cobbold Classic              | Ipswich        | Einladungsturnier     | Graham Miles    | Cliff Thorburn  | 5:1      |
| 25. bis 28. Februar 1981       | Irish Masters                      | Kill           | Einladungsturnier     | Terry Griffiths | Ray Reardon     | 9:7      |
| 2. bis 8. März 1981            | Yamaha Organs Trophy               | Derby          | Non-Ranking           | Steve Davis     | David Taylor    | 9:6      |
| 8. bis 15. März 1981           | English Professional Championship  | Birmingham     | Non-Ranking           | Steve Davis     | Tony Meo        | 9:6      |
| 11. bis 14. März 1981          | Irish Professional Championship    | Coleraine      | Non-Ranking           | Dennis Taylor   | Patsy Fagan     | 22:21    |
| 7. bis 21. April 1981          | Snookerweltmeisterschaft           | Sheffield      | Weltranglistenturnier | Steve Davis     | Doug Mountjoy   | 18:12    |
| 24. bis 26. April 1981         | Scottish Professional Championship | Cumbernauld    | Non-Ranking           | Ian Black       | Matt Gibson     | 11:7     |
| 9. bis 16. Mai 1981            | Pontins Professional               | Prestatyn      | Non-Ranking           | Terry Griffiths | Willie Thorne   | 9:8      |

## Qualifikationsevents
| Datum                    | Turnier                   | Austragungsort | Sieger      | Finalist      | Ergebnis |
| ------------------------ | ------------------------- | -------------- | ----------- | ------------- | -------- |
| 7. bis 13. Dezember 1980 | Professional Ticket Event | Sheffield      | Dave Martin | Eugene Hughes | 9:6      |

## Weltrangliste
Die Snookerweltrangliste wurde nur nach jeder vollen Saison aktualisiert und berücksichtigt die Leistung der drei letzten Weltmeisterschaften. Die folgende Tabelle zeigt die 16 besten Spieler der Weltrangliste der Saison 1980/81.
| Platz | Spieler         |
| ----- | --------------- |
| 1     | Ray Reardon     |
| 2     | Cliff Thorburn  |
| 3     | Eddie Charlton  |
| 4     | Alex Higgins    |
| 5     | Terry Griffiths |
| 6     | Dennis Taylor   |
| 7     | Perrie Mans     |
| 8     | Fred Davis      |
| 9     | David Taylor    |
| 10    | Bill Werbeniuk  |
| 11    | Kirk Stevens    |
| 12    | John Virgo      |
| 13    | Steve Davis     |
| 14    | Doug Mountjoy   |
| 15    | John Spencer    |
| 16    | Graham Miles    |